# Tro Bro Leon 2010
La 27e édition du Tro Bro Leon a eu le 18 avril 2010. Cette course cycliste bretonne fait partie du calendrier UCI Europe Tour 2010 en catégorie 1.1. Elle est la sixième épreuve de la Coupe de France 2010.

## Classement final
|    | Coureur           | Équipe                  |    | Temps           |
| -- | ----------------- | ----------------------- | -- | --------------- |
| 1  | Jérémy Roy        | La Française des Jeux   | en | 4 h 58 min 26 s |
| 2  | Renaud Dion       | Roubaix Lille Métropole | +  | 3 s             |
| 3  | Lloyd Mondory     | AG2R La Mondiale        |    | 5 s             |
| 4  | Jean-Luc Delpech  | Bretagne-Schuller       |    | m.t.            |
| 5  | Florian Vachon    | Bretagne-Schuller       |    | 13 s            |
| 6  | Benoît Daeninck   | Roubaix Lille Métropole |    | 38 s            |
| 7  | Cyril Lemoine     | Saur-Sojasun            |    | m.t.            |
| 8  | Perrig Quéméneur  | Bbox Bouygues Télécom   |    | m.t.            |
| 9  | Romain Lemarchand | BigMat-Aubervilliers 93 |    | 43 s            |
| 10 | Jimmy Engoulvent  | Saur-Sojasun            |    | 1 min 22 s      |